# Burdie Haldorson
Burdette Eliele Haldorson, detto Burdie (Austin, 12 gennaio 1934 – Colorado Springs, 13 ottobre 2023), è stato un cestista statunitense, attivo a livello amatoriale nella AAU e nella NIBL. Campione olimpico nel 1956 e nel 1960.

## Carriera
Venne selezionato dai Milwaukee Hawks al quarto giro del Draft NBA 1955 (23ª scelta assoluta).

## Palmarès
- 4 volte campione NIBL (1956, 1957, 1958, 1960)